# نادیا بن مختار
نادیا بن مختار (انگلیسی: Nadia Benmokhtar؛ زادهٔ ۳۱ اوت ۱۹۸۵) بازیکن فوتبال اهل فرانسه است.